# Rheinischer Winterrambur
Der Rheinische Winterrambur (auch Jägerapfel, Teuringer oder Menznauer Jäger) ist eine Sorte des Kulturapfels (Malus domestica).

## Beschreibung
Die Äpfel sind groß bis sehr groß und flachrund. Die Früchte weisen häufig Unregelmäßigkeiten auf, auch sind die Hälften der Frucht meist ungleich gebaut. Die glatte, fettige Schale ist zunächst hellgrün, wird später goldgelb bis hellrot und auf der Sonnenseite dunkelrot marmoriert bis verwaschen, wenn der Apfel ausgereift ist. Helle Schalenpunkte sind weitläufig auf der Frucht verteilt. Das gelblich-weiße bis weiße Fruchtfleisch schmeckt süßlich, schwach gewürzt, ist säurearm und reich an Vitamin C. Die Früchte duften intensiv. Der Stiel sitzt in einer tiefen und weiten Höhle, die zart berostet sein kann. Eine Neigung zu Stippe wird erwähnt.

## Verwendung
Die Sorte stellt keine hohen Ansprüche an Boden und Klima, feuchter Boden ist jedoch von Vorteil. Der Baum ist widerstandsfähig gegen Krankheiten und Schädlinge, lediglich für Mehltau und Obstbaumkrebs ist er etwas anfällig. Der Anbau ist in windgeschützten Lagen bis zu Höhen von 1000 m möglich. Der Wuchs ist mittelstark bis stark. Da die Blüte mittelspät erfolgt, besteht nur geringe Spätfrostgefahr. Jedoch ist das Holz nicht sonderlich frosthart. Der Winterrambur ist eine triploide Sorte und somit als Pollenspender ungeeignet.
Der Rheinische Winterrambur ist Mitte Oktober pflückreif und von Dezember bis März, bei geeigneter Lagerung bis Mai, genussreif.
Die Sorte kann als Wirtschaftsapfel, Tafelapfel und für die Herstellung von Fruchtsaft und Brand genutzt werden, wobei einige Quellen in Zweifel ziehen, ob die Sorte die nötige Güte für einen Tafelapfel erreicht. Hingegen zeigen sich zum Beispiel erst durch das Backen, als Bratapfel oder im Kuchen, die wahren geschmacklichen Vorzüge mit einem sortentypisch feinsäuerlichem Aroma.

## Züchtungen und Geschichte
Der Rheinische Winterrambur ist eine sehr alte Apfelsorte, die schon um 1650 bis 1700 bekannt war. Bis zur ersten Hälfte des 20. Jahrhunderts war er ein verbreiteter Winterapfel. Die langlebigen Bäume trifft man auch heute noch in alten Streuobstbeständen an. In Rheinland-Pfalz ist die Sorte sehr verbreitet.

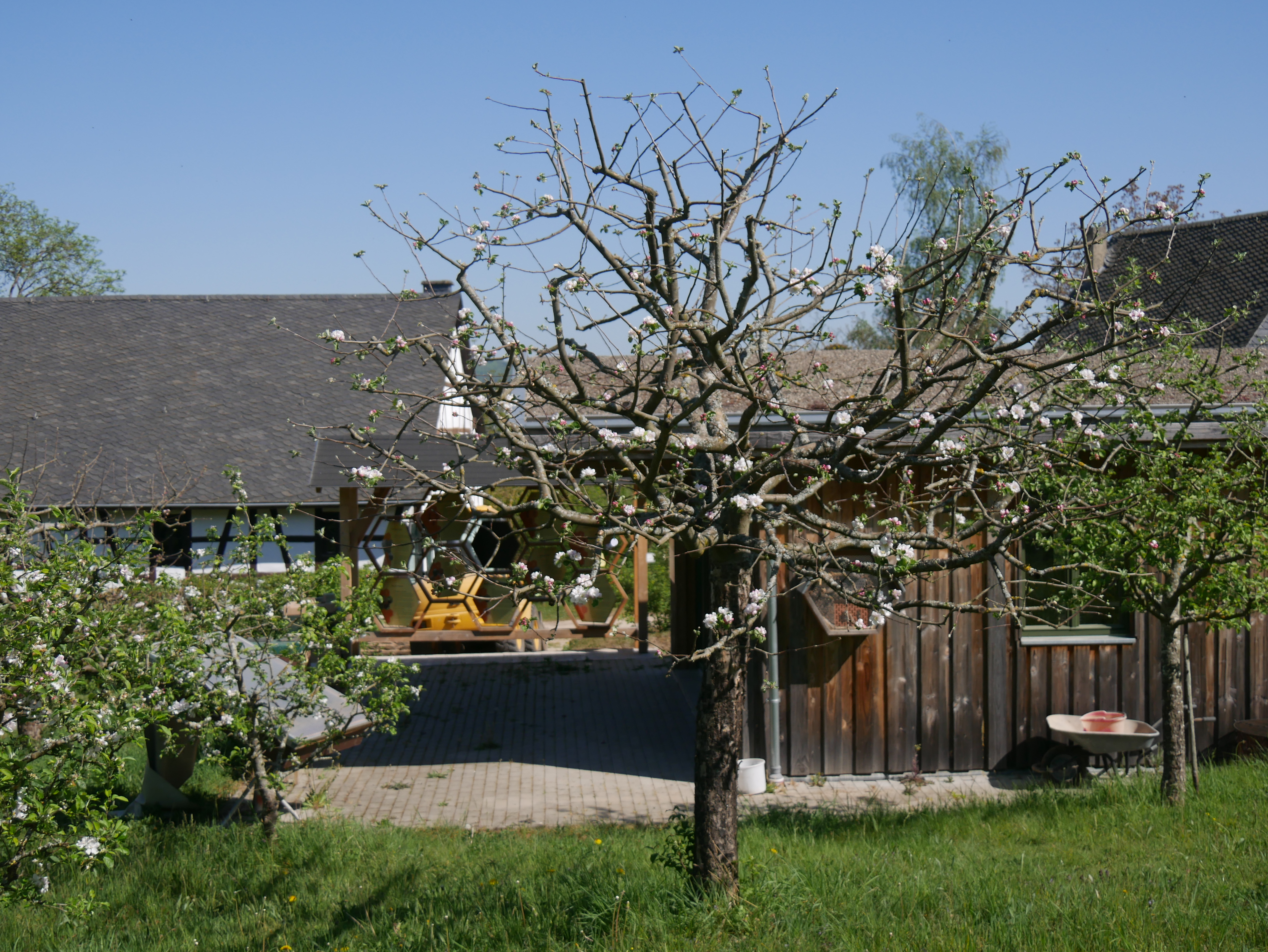
Ganzer Baum
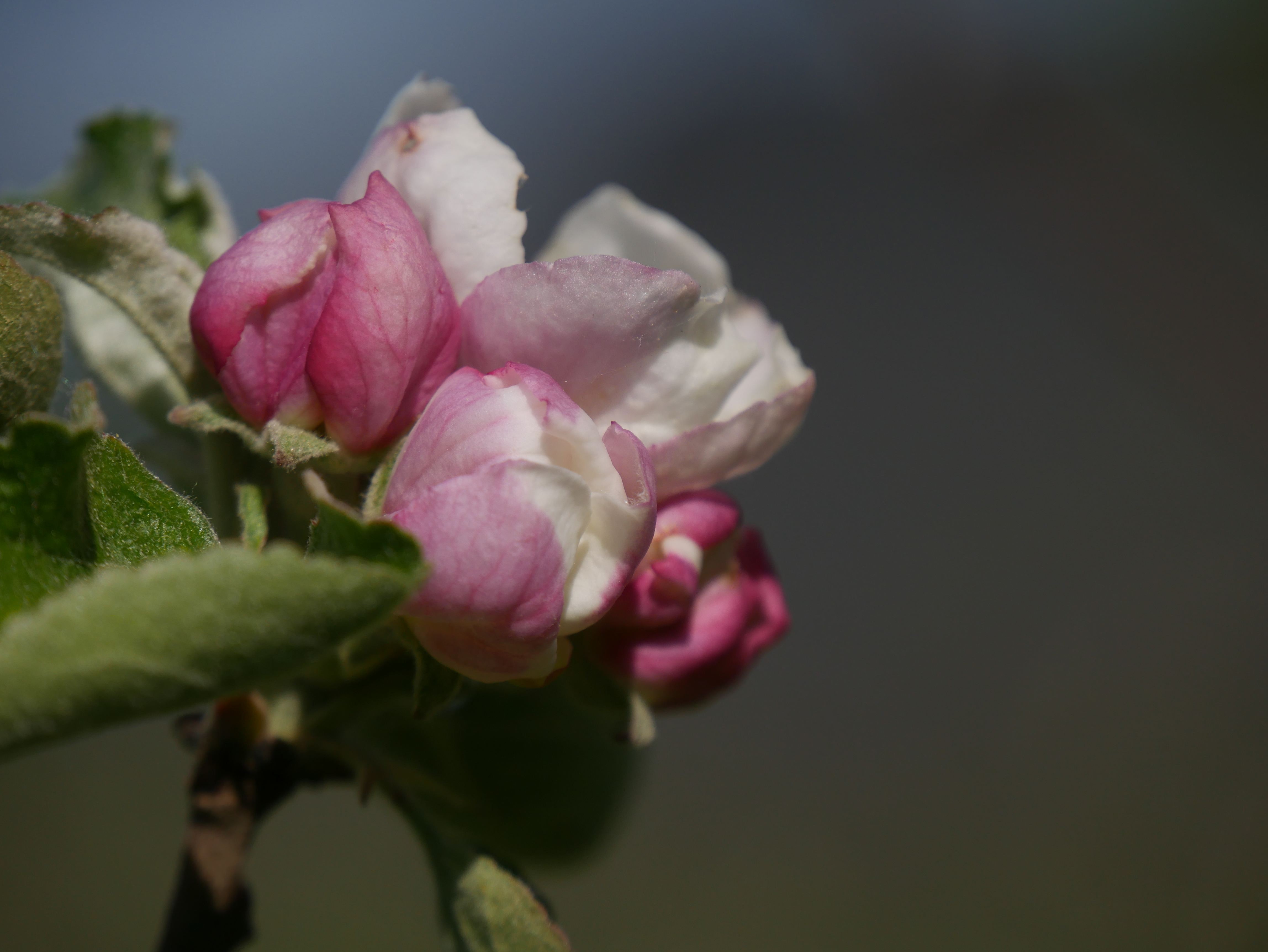
Knospen
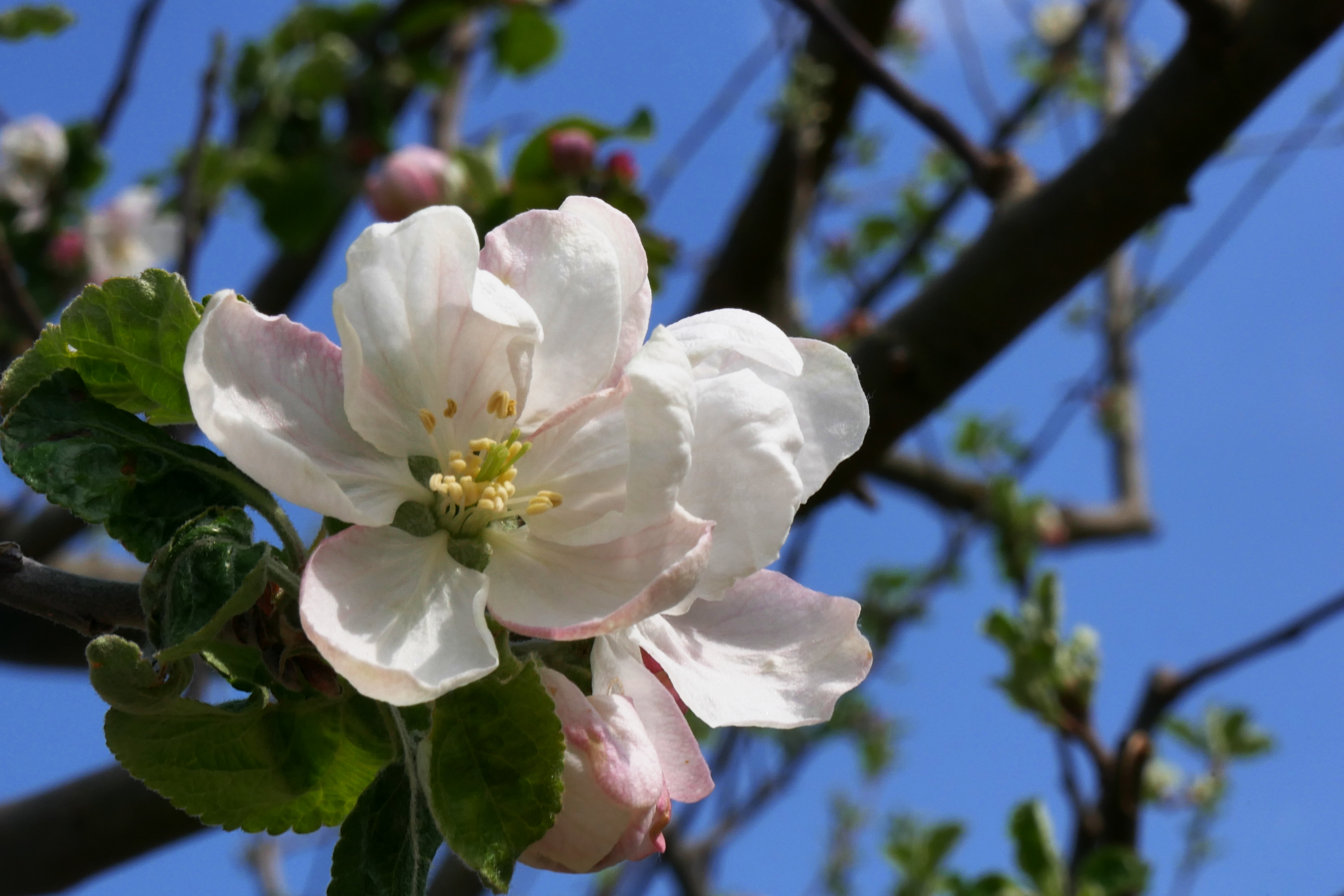
Blüten
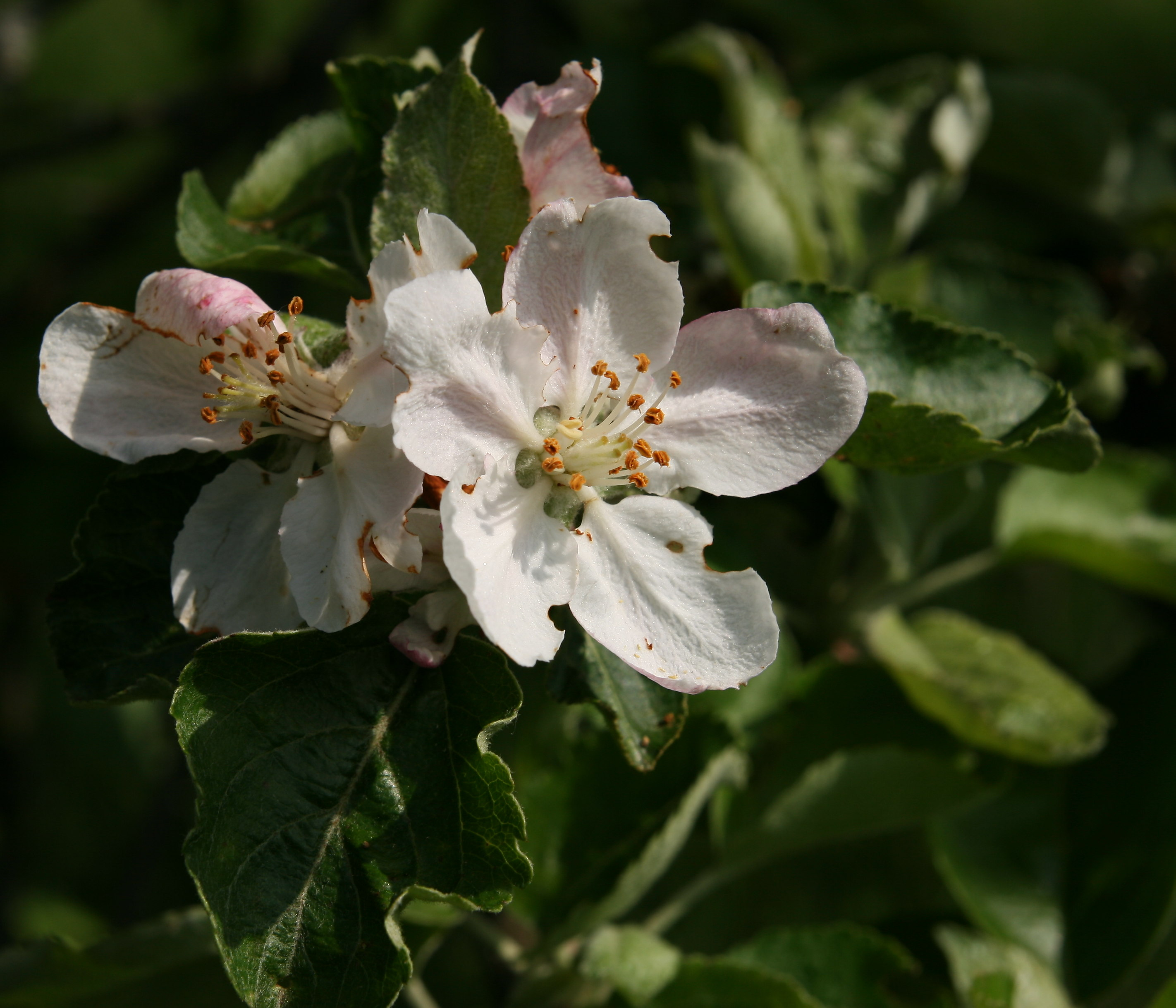
Einzelblüte
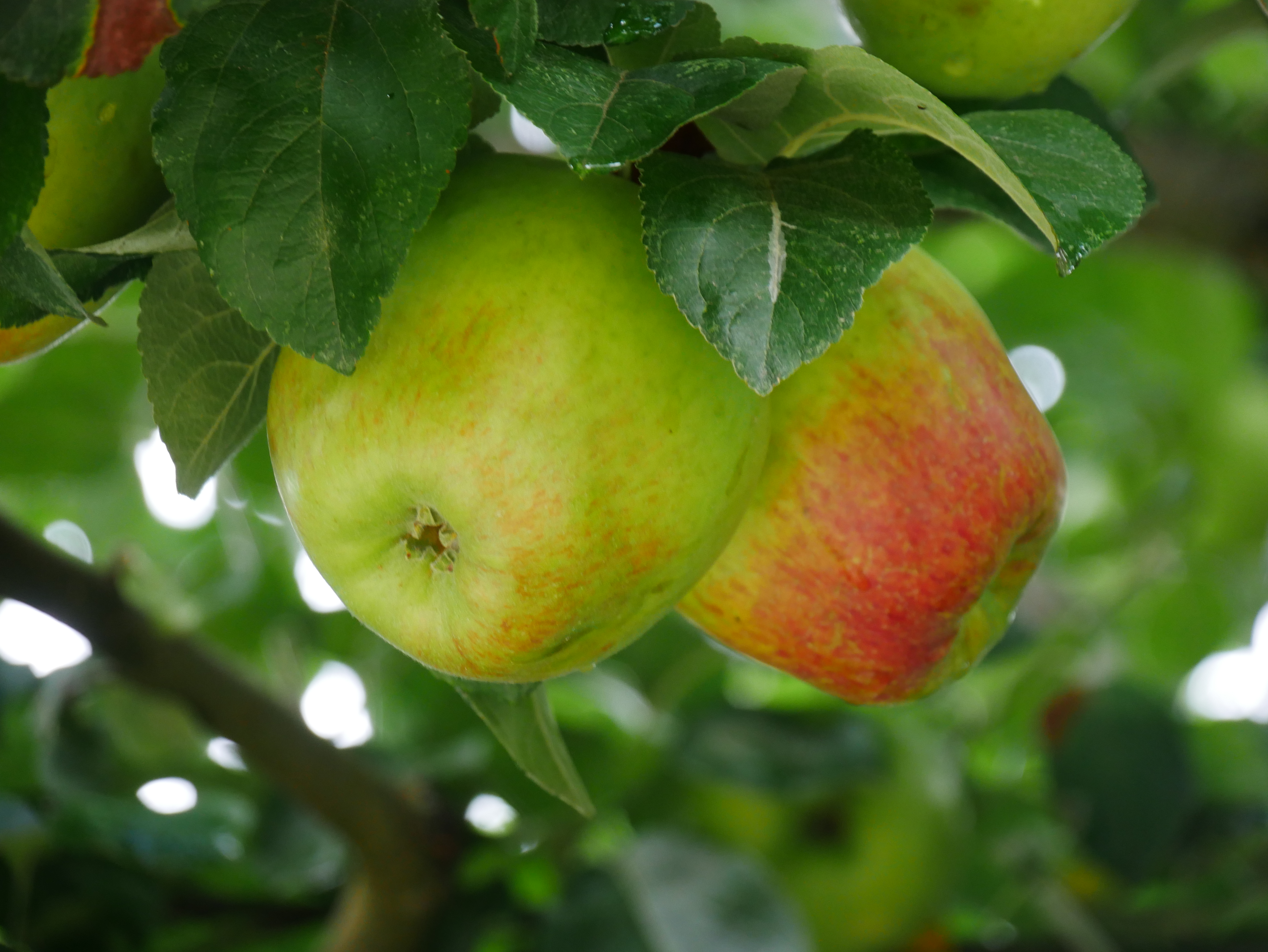
Frucht im Baum
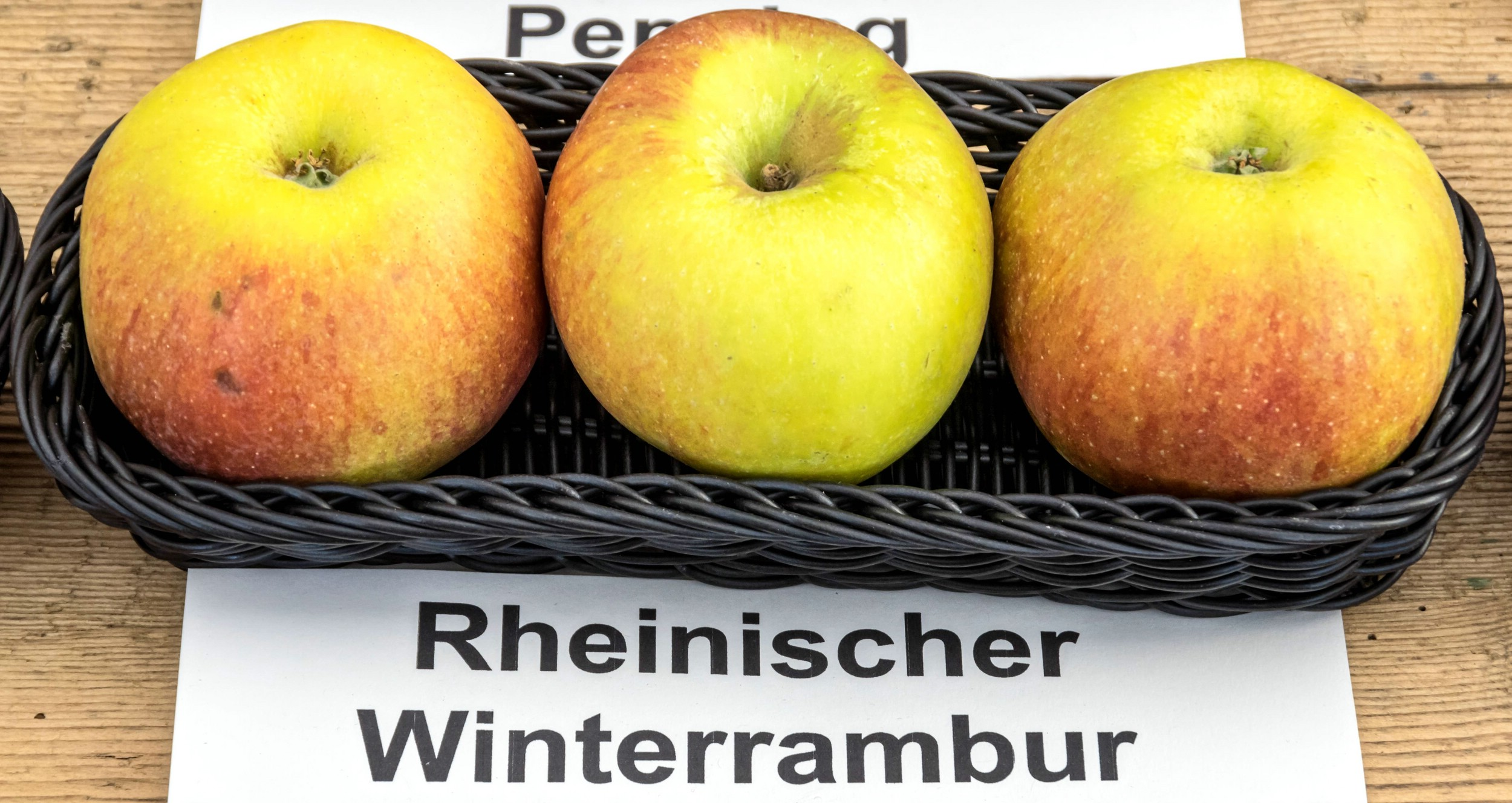
Ansicht der Frucht